# Reabertura da Notre-Dame de Paris

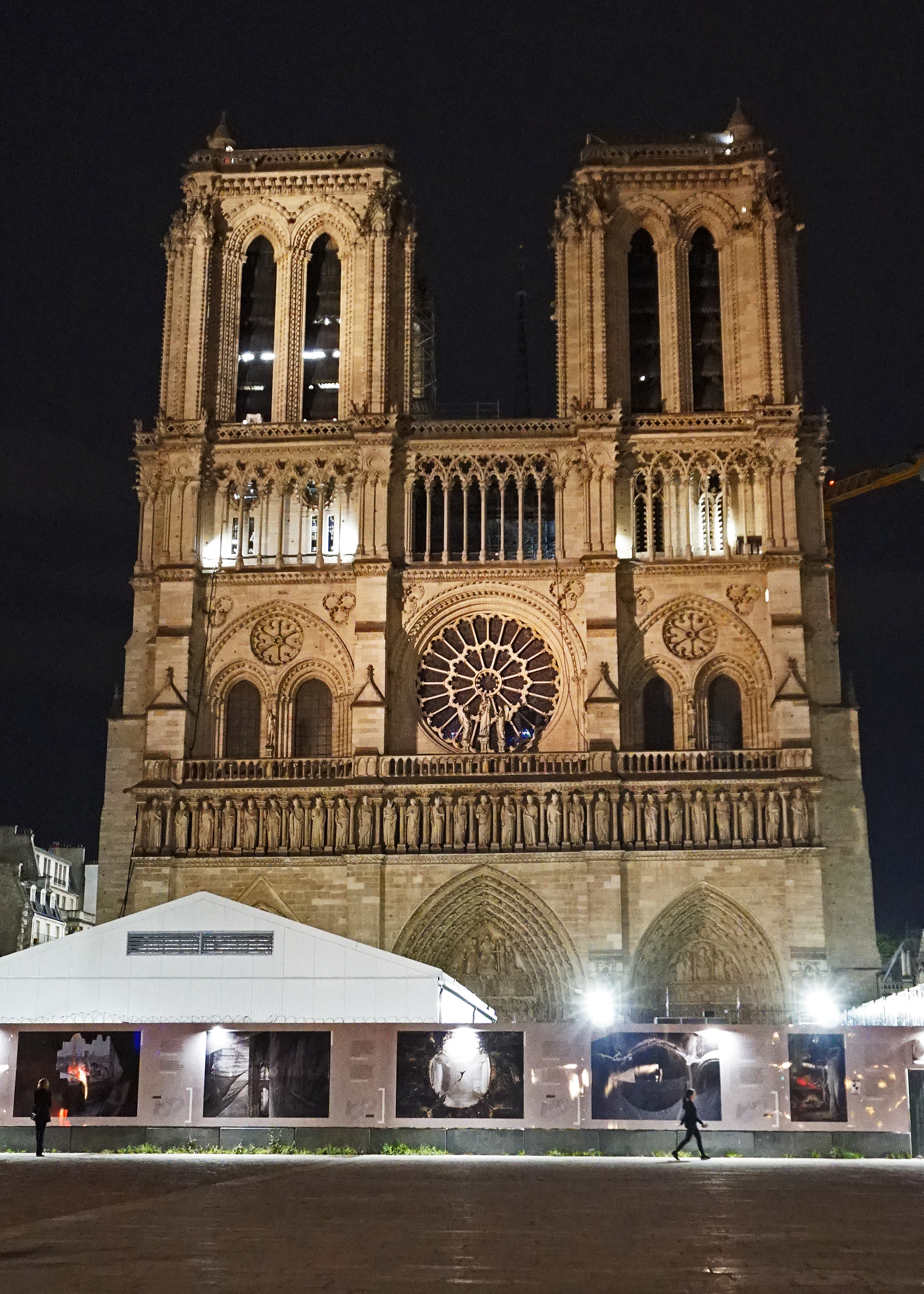
Catedral de Notre-Dame de Paris em abril de 2024

A reabertura da Catedral de Notre-Dame de Paris, depois da conclusão de sua restauração após o incêndio de 2019, ocorreu em 7 de dezembro de 2024. Os eventos que marcaram a sua reabertura foram presididos pelo Arcebispo de Paris e contaram com a presença de um grande número de chefes de Estado e de governo, atuais e antigos. Em seguida, houve uma Missa inaugural em 8 de dezembro, dia da Imaculada Conceição.

## Contexto
Em 15 de abril de 2019, pouco antes das 18h20 CEST, um incêndio estrutural ocorreu no telhado da Notre-Dame de Paris, uma catedral católica medieval em Paris, França. Quando o incêndio foi extinto, a torre de madeira da catedral (flèche) havia desabado, a maior parte do telhado de madeira havia sido destruída e as paredes superiores da catedral estavam severamente danificadas. Danos extensos ao interior foram evitados pelo teto abobadado de pedra, que conteve em grande parte o telhado em chamas enquanto ele desabava. Muitas obras de arte e relíquias religiosas foram levadas para um local seguro, mas outras sofreram danos causados pela fumaça e algumas das obras de arte externas foram danificadas ou destruídas. O altar da catedral, dois órgãos de tubos e três rosáceas do século XIII sofreram pouco ou nenhum dano. Três socorristas ficaram feridos. O incêndio contaminou o local e áreas próximas de Paris com poeira tóxica e chumbo.
Em 17 de abril de 2019, o presidente francês Emmanuel Macron estabeleceu um prazo de cinco anos para restaurar a catedral. Até setembro de 2021, os doadores contribuíram com mais de 840 milhões de euros para o esforço de reconstrução.

## Eventos

### 7 de dezembro
A cerimônia de reabertura, presidida pelo Arcebispo de Paris, ocorreu no final da tarde, na presença do Presidente Macron, autoridades, doadores, representantes de todas as paróquias de Paris, membros do capítulo da catedral e do clero parisiense.
Durante o rito de abertura das portas, o Arcebispo golpeou a porta fechada de Notre-Dame com seu bastão, feito de uma viga do telhado que sobreviveu ao fogo. A catedral “respondeu” com o canto do Salmo 121, três vezes. Na terceira vez, as portas se abriram.
Um concerto ao vivo no pátio da catedral havia sido agendado, mas devido aos fortes ventos e chuva previstos pela tempestade Darragh, o show foi gravado pela emissora pública France Télévisions com antecedência na sexta-feira à noite e exibido mais tarde, após o culto. O único participante da cerimônia oficial de abertura foi um dueto de Renaud e Gauthier Capuçon. Após a sua atuação, um grupo de bombeiros que participou nos esforços de combate aos incêndios foi aplaudido e o presidente Macron fez um discurso. Em seguida, houve um breve serviço religioso, incluindo hinos e uma homilia proferida pelo Arcebispo Laurent Ulrich, que abençoou o órgão restaurado. O órgão restaurado foi tocado por Olivier Latry, Vincent Dubois, Thierry Escaich e Thibault Fajoles.
O concerto incluiu apresentações do pianista Lang Lang, do violoncelista Yo-Yo Ma, das cantoras de ópera Pretty Yende e Julie Fuchs, das cantoras Angélique Kidjo e Hiba Tawaji.

### 8 de dezembro
A missa inaugural, com a consagração do altar-mor, aconteceu no domingo, 8 de dezembro, às 10h30, presidida pelo Arcebispo de Paris, com a presença do Presidente da República.
A convite do arcebispo Laurent Ulrich, participaram da celebração cerca de 170 bispos da França e do mundo inteiro, acompanhados de um sacerdote de cada uma das 106 paróquias da Arquidiocese de Paris e de um sacerdote de cada uma das sete Igrejas Orientais Católicas, acompanhados por fiéis dessas comunidades.

## Participantes

### Doméstico
Vários políticos franceses compareceram à cerimônia de reabertura. Entre eles estavam o primeiro-ministro cessante Michel Barnier, seu antecessor Édouard Philippe, os ex-presidentes Nicolas Sarkozy e François Hollande e suas esposas, e a prefeita de Paris Anne Hidalgo, bem como Marine Le Pen e Jordan Bardella do Rally Nacional.

### Internacional
A cerimónia contou com a presença de um grande número de chefes de Estado e de governo, atuais e antigos. Ursula von der Leyen cancelou a sua presença após se aproximar de um controverso acordo comercial UE-Mercosul, contra o qual o presidente Macron se opôs veementemente. O Papa Francisco recusou o convite em favor de uma visita à Córsega. Na sua visita a França, Trump foi acompanhado pela sua chefe de gabinete designada pela Casa Branca, Susie Wiles, e pelo bilionário Elon Musk.